# Josephiella microcarpae
Josephiella microcarpae (лат.) — вид паразитических наездников из семейства Epichrysomallidae (ранее в Pteromalidae) отряда перепончатокрылые насекомые. США и Европа (страны Средиземноморья на восток вплоть до Кипра). Образует галлы листьев инжира Ficus microcarpa.

## Описание
Мелкие наездники (около 2 мм). Самка имеет однородное тёмно-коричневое тело, за исключением усиков и ног бледно-жёлтого цвета, крылья прозрачные. Голова сетчатая в дорсальной затылочной области, за глазками. Переднеспинка сетчатая без килей, среднеспинка гладкая в центральной части, щиток гладкий со слабой продольной сетчатостью. Задние тазики сетчатые. Брюшко гладкое и блестящее. Этот вид также узнаваем по шаровидным вздутиям или бородавчатым пузырям, развивающимся на нижней и верхней поверхностях листьев инжира Ficus microcarpa. Вид был впервые описан в 2001 году по материалам из США.
Галлообразователь листьев инжира Ficus microcarpa.

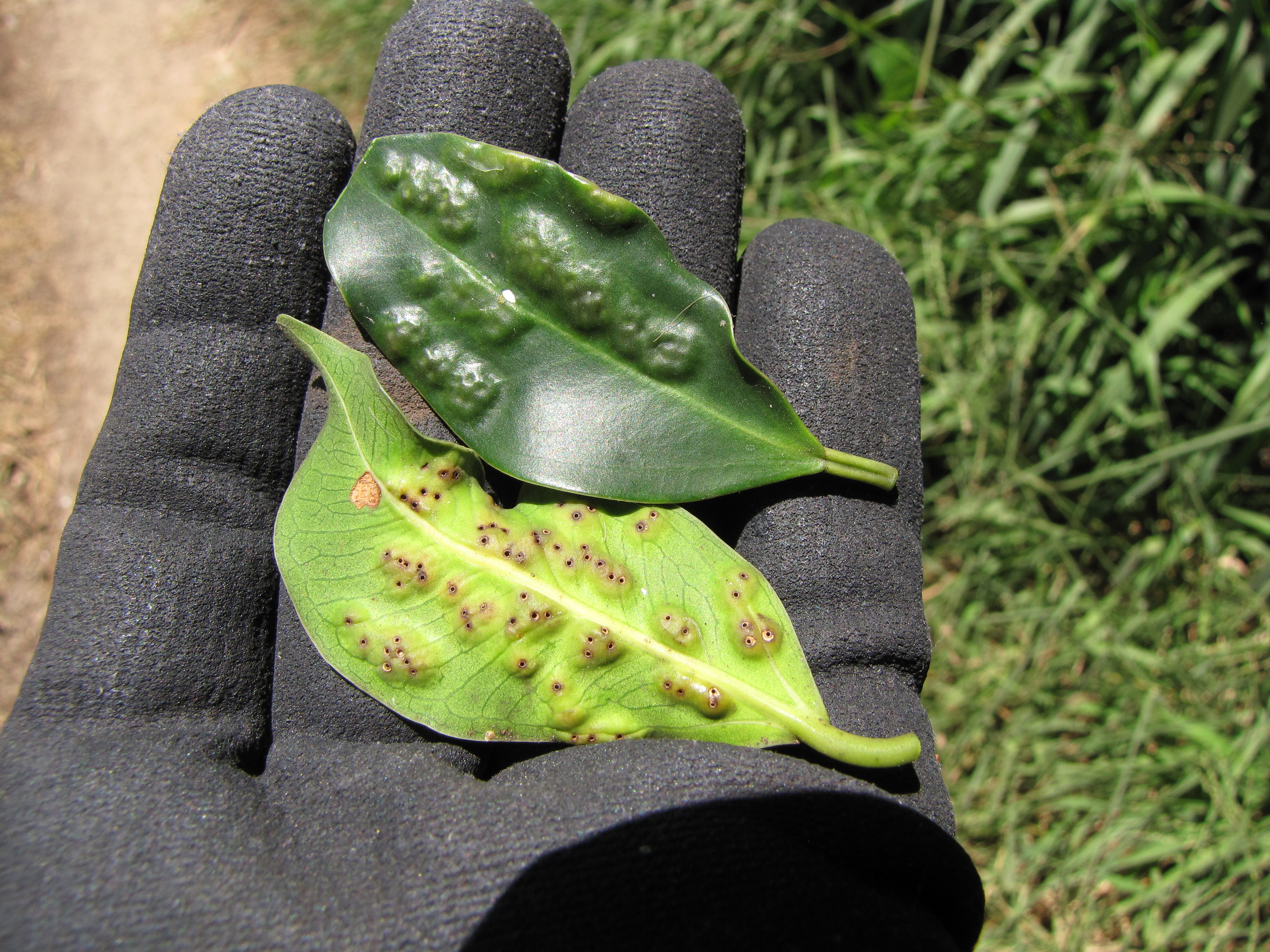
Галлы листьев
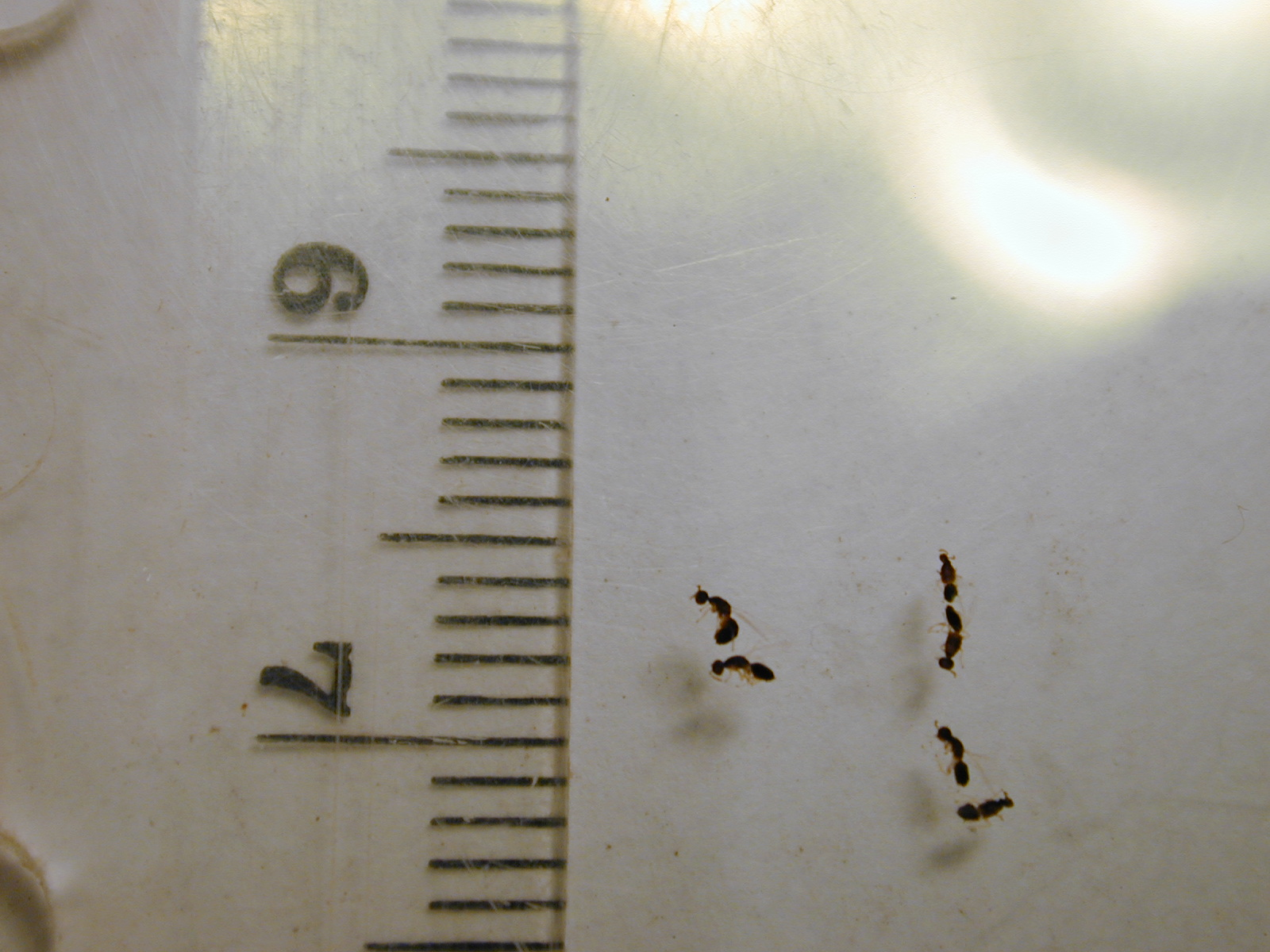
Размер

## Распространение
Точное происхождение наездника неизвестно, но, возможно, это Юго-Восточная Азия, поскольку его кормовое растение происходит оттуда. Вид был впервые обнаружен на Гавайях, в Калифорнии (США) и на Канарских островах (Испания). Впоследствии он был зарегистрирован в нескольких европейских регионах, таких как Сицилия (Италия), Балеарские острова (Испания), Мальта, Португалия, Греция и Кипр. В 2017 году этот вид был зарегистрирован в районе испанского полуострова, а именно в Валенсии (2017). Позднее также анйден в Аликанте (2019) и Каталонии (2022).